# Детрик
Детрик (словац. Detrík) — село и одноимённая община в округе Вранов-над-Топлёу Прешовского края Словакии.

## История
Впервые упоминается в 1363  году.
В селе есть греко-католическая церковь святого Архангела Михаила, построенная 1812 году.

## Население
| Год:                | 1994 | 2004     | 2014    | 2024    |
| ------------------- | ---- | -------- | ------- | ------- |
| Количество человек: | 59   | 51       | 52      | 49      |
| Разница:            |      | −13,55 % | +1,96 % | −5,76 % |

Национальный состав населения (по данным последней переписи населения 2001 года):
- словаки — 100,0%

Состав населения по принадлежности к религии состоянию на 2001 год:
- греко-католики — 89,09%,
- римо-католики — 5,45%,
- православные — 5,45%,